# Монте-Ізола
Монте-Ізола (італ. Monte Isola) — муніципалітет в Італії, у регіоні Ломбардія, провінція Брешія.
Монте-Ізола розташоване на відстані близько 470 км на північний захід від Рима, 75 км на схід від Мілана, 26 км на північний захід від Брешії.

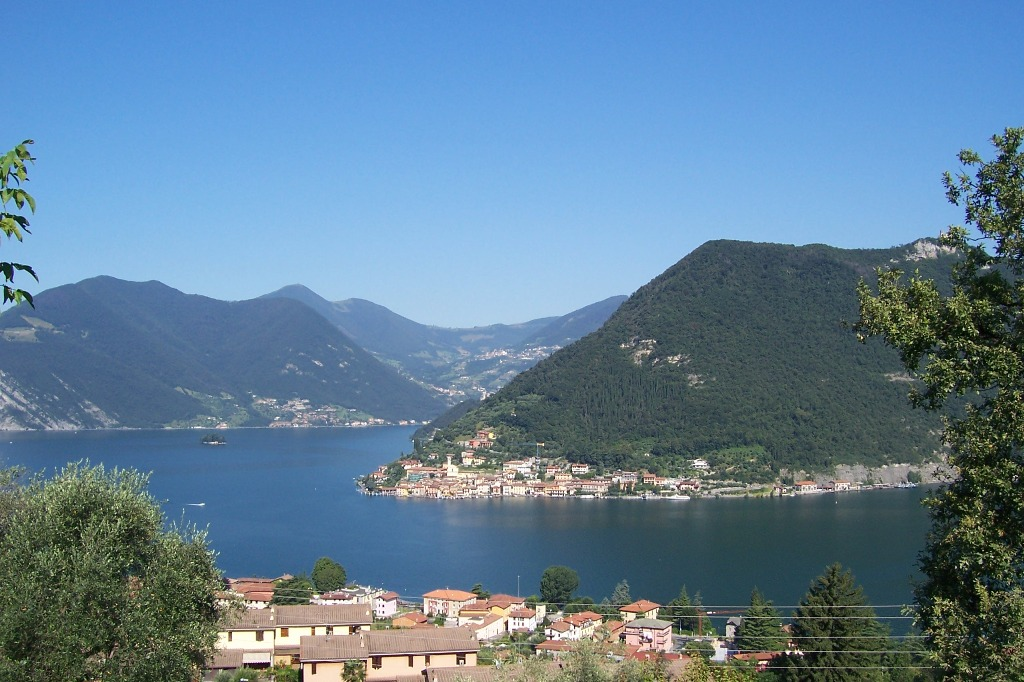

Населення — 1767 осіб (2014).

## Демографія
Населення за роками:

Станом на 1 січня 2023 року в муніципалітеті офіційно проживало 26 іноземців з 16 країн, серед них 10 громадян країн Євросоюзу та 1 громадянин України.

## Сусідні муніципалітети
- Ізео
- Мароне
- Парцаніка
- Сале-Маразіно
- Сульцано
- Тавернола-Бергамаска